# Люблинское воеводство (1816—1837)

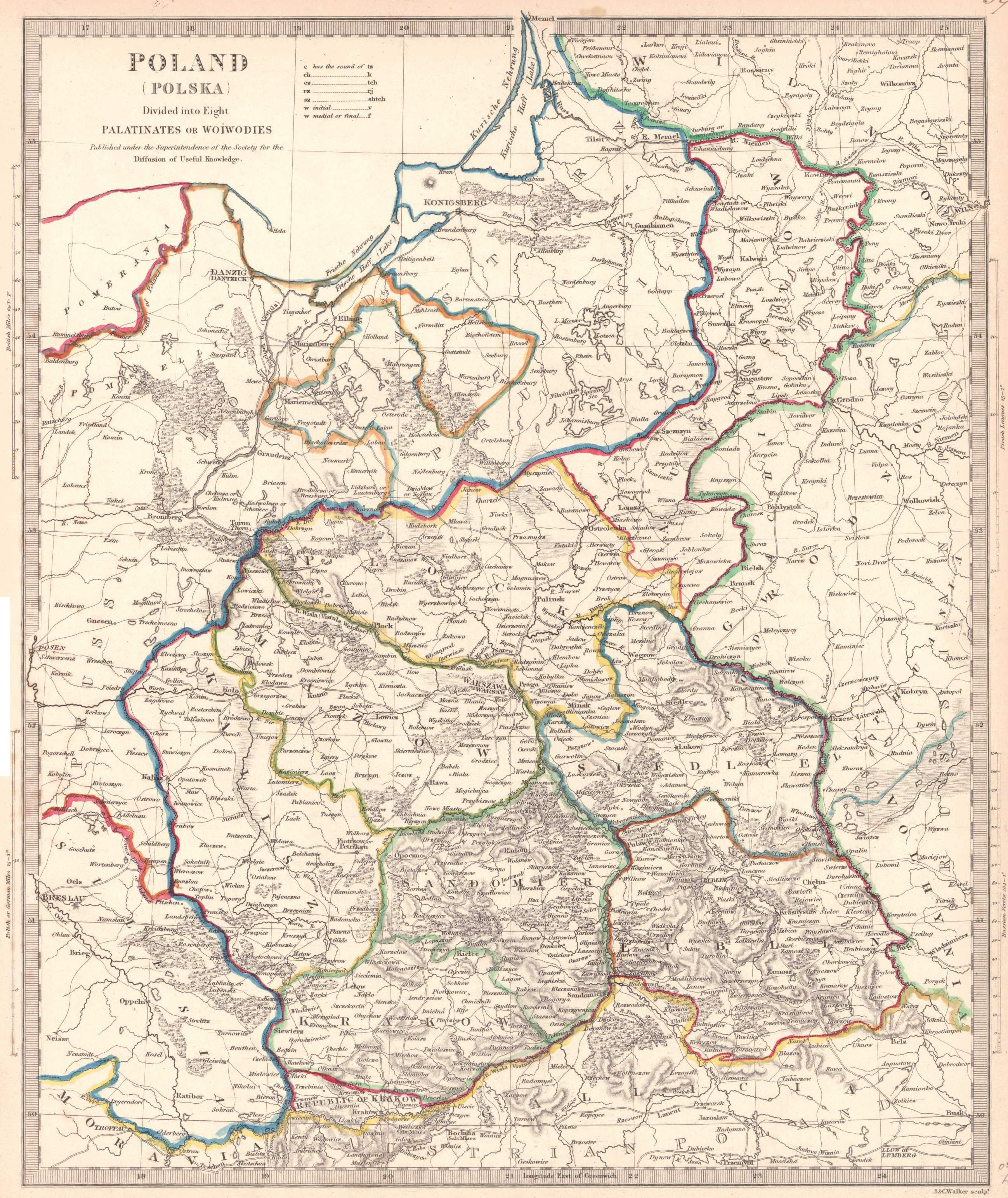
Царство Польское в 1831 году

Люблинское воеводство (пол.  Województwo lubelskie) — воеводство Царства Польского в составе Российской империи, существовавшее в 1816—1837 годах. Административный центр — г. Люблин.

## Административное деление
В административном отношении воеводство делилось на 4 области и 10 повятов.

## История
Образовано в 1816 году после третьего раздела Речи Посполитой вместо существовавшего до 1795 года Люблинского воеводства Королевства Польского.
Люблинское воеводство было упразднено указом императора Николая I 23 февраля (7 марта) 1837 года. Вместо него была создана Люблинская губерния.

## Источник
- Juliusz Bardach i Monika Senkowska-Gluck (red.): Historia państwa i prawa Polski, Tom III od rozbiorów do uwłaszczenia. — Warszawa: PWN, 1981. — S. 354. — ISBN 8301026588.